# 山形村 (鳥取県)
山形村（やまがたそん）は、明治45年（1912年） - 昭和10年（1935年）、鳥取県智頭町にあった村。学校区であった山形区とは異なる。

## 歴史

### 沿革
- 1889年（明治22年）10月1日 - 町村制の施行により篠坂村、毛谷村、郷原村、西野村、大内村が大内村に、大呂村、芦津村、八河谷村が虫井村になる。
- 1896年（明治29年）4月1日 - 郡制の施行により、「八上八東智頭郡役所」の管轄地域をもって八頭郡が発足。同日智頭郡廃止。
- 1919年（大正8年）1月1日 - 大内村、虫井村が合併して山形村が成立。
- 1935年（昭和10年）2月20日 -八頭郡智頭町、那岐村、土師村と新設合併し、改めて智頭町が発足。同日付で山形村が廃止。

## 地域

### 教育
- 山形第一尋常高等小学校
- 山形第二尋常小学校

### 神社仏閣
- 虫井神社
- 大内神社
- 垣内神社
- 篠坂神社
- 毛谷神社
- 中島神社
- 瑠璃山 西光寺（高野山真言宗）
- 福王山 歓喜寺（高野山真言宗）
- 久遠山 恵照寺（日蓮宗）

## 出身・ゆかりのある人物
- 大呂甚衛（林業家）